# Cabanas (Hiszpania)
Cabanas – gmina w Hiszpanii, w prowincji A Coruña, w Galicji, o powierzchni 30,3 km². W 2011 roku gmina liczyła 3299 mieszkańców.